# Campeonato Mineiro de Futebol Sub-20 de 2018
O Campeonato Mineiro de Futebol Sub-20 de 2018 foi uma competição amadora organizada pela Federação Mineira de Futebol (FMF). O torneio que é, no estado de Minas Gerais, o estadual da categoria sub-20, foi disputado por 12 clubes.
Na decisão, o Cruzeiro derrotou nas penalidades o América Mineiro e conquistou o título.

## Regulamento
O estadual sub-20 de 2018 foi composto por três fases distintas:

### Primeira fase
Na primeira fase, os doze clubes participantes integraram um grupo, disputando jogos contra os adversários em jogo único. Nesta fase, os seis melhores se classificam e, em caso de empates, os seguintes critérios foram seguidos:
- Maior número de vitórias;
- Maior saldo de gols;
- Maior número de gols marcados;
- Confronto direto;
- Menor número de cartões vermelhos recebidos;
- Menor número de cartões amarelos recebidos;
- Sorteio público na sede da FMF.

### Hexagonal
Na segunda fase composta por um hexagonal, os seis clubes classificados da fase anterior foram composto em um grupo, disputando jogos em turno e returno. Cada clube iniciou o hexagonal com a pontuação zerada e as duas equipes melhores colocadas classificaram para a final, os critérios de desempates permaneceram os mesmos.

### Final
A final foi disputada pelos dois clubes melhores colocados na fase anterior, hexagonal, disputando duas partidas para definir o campeão. Em caso de igualdades em pontos, o primeiro critério de desempate é o saldo de gols, seguido pela disputa por pênaltis.

## Primeira fase
- *. ^ O Villa Nova foi punido pelo TJD, perdendo 16 pontos.

## Final
| Equipe 1 | Total         | Equipe 2        | Ida | Volta |
| -------- | ------------- | --------------- | --- | ----- |
| Cruzeiro | 2–2 (5–4 pen) | América Mineiro | 2–1 | 0–1   |

| 13 de outubro | América Mineiro   | 1 – 2     | Cruzeiro                          | Estádio das Alterosas, Belo Horizonte   |
| 15:00 (UTC−3) | Rafael Batista 9' | Relatório | Marcelo de Souza 19' · Sabino 68' | Árbitro: Sidney Petterson Costa Batista |

| 20 de outubro | Cruzeiro | 0 – 1     | América Mineiro | Toca da Raposa I, Belo Horizonte |
| 10:00 (UTC−3) |          | Relatório | Pedro 90'       | Árbitro: José Alfredo Filho      |

|  |       | Penalidades |
|  | 5 − 4 |             |

## Premiação
| Campeonato Mineiro de Futebol Sub-20 de 2018 |
| -------------------------------------------- |
| Cruzeiro Campeo (18.º título)                |